# Ursula Keller (Physikerin)

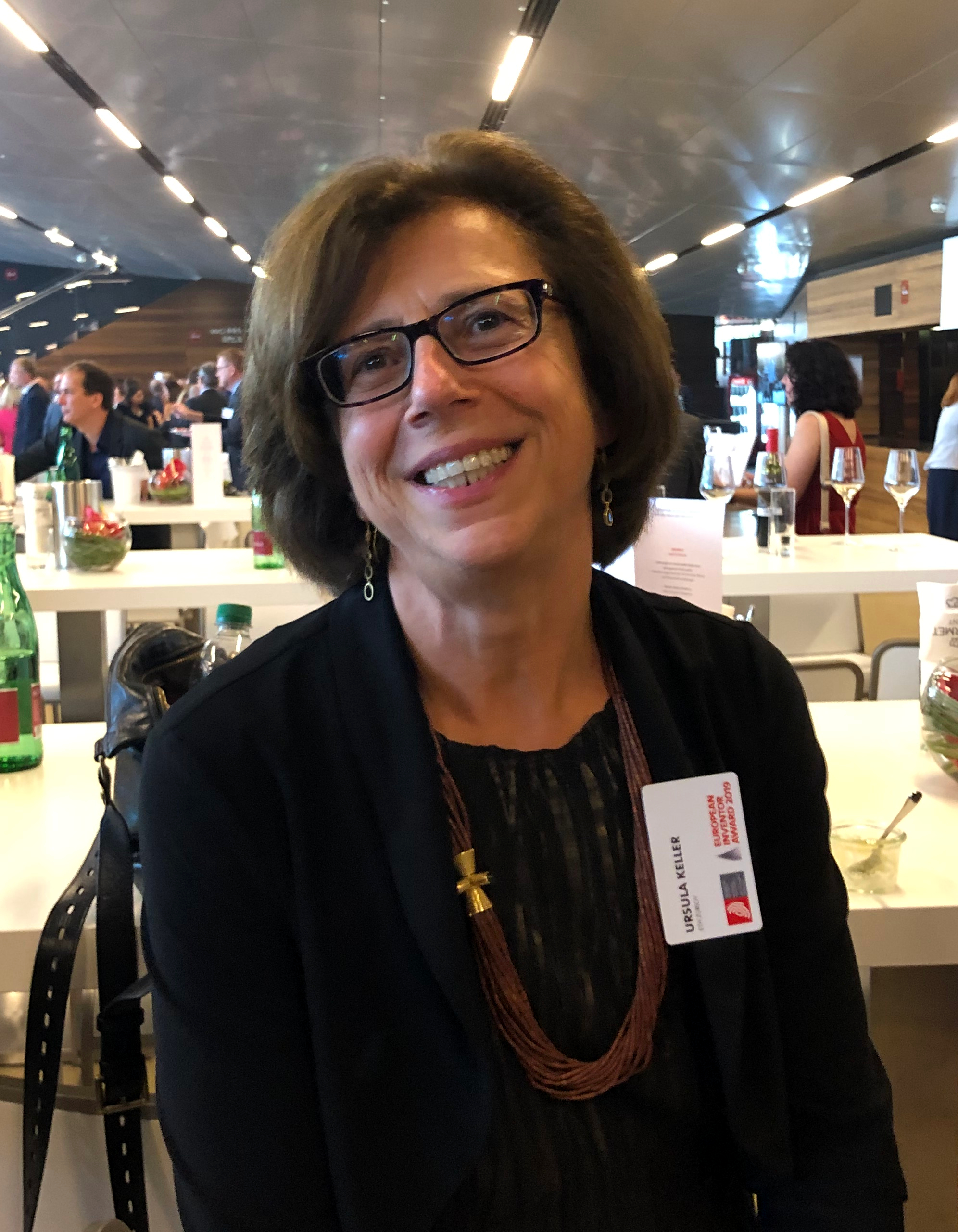
Ursula Keller (2019)

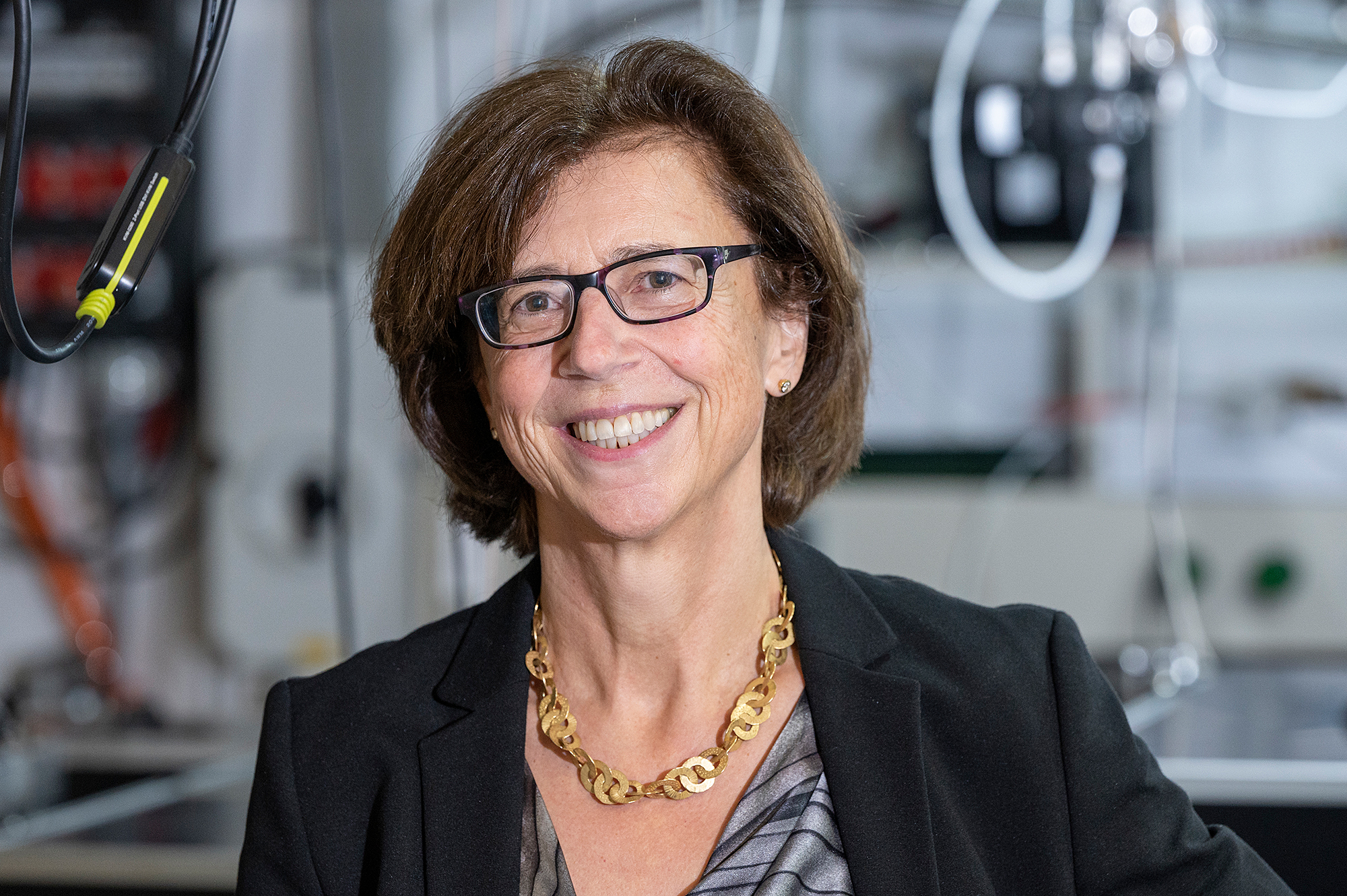
Ursula Keller (2022)

Ursula Keller (* 21. Juni 1959 in Zug) ist eine Schweizer Physikerin, Erfinderin und Professorin an der ETH Zürich. Sie arbeitet vor allem auf dem Gebiet der Ultrakurzpuls-Laserphysik. Sie erfand das SESAM (Semiconductor Saturable Absorber Mirror). 2018 erhielt sie den Europäischen Erfinderpreis vom Europäischen Patentamt für ihr Lebenswerk, 2022 den Schweizer Wissenschaftspreis Marcel Benoist.

## Leben und Wirken
Ursula Keller wuchs in einer Arbeiterfamilie auf. Sie erhielt ihr Diplom in Physik 1984 an der ETH Zürich. Bis 1985 arbeitete sie im Anschluss an der Heriot-Watt University an optischer Bistabilität mit einem Forschungsstipendium der ETH. Ihre Ausbildung setzte sie in den USA an der Stanford University fort, wo sie 1987 den Master of Science (M.Sc.) und 1989 den Ph. D. in angewandter Physik erwarb. In ihrer Dissertation beschäftigte sie sich mit der optischen Untersuchung der Ladungsverteilung und Spannung in integrierten Schaltkreisen (IC) aus Galliumarsenid sowie in rauscharmen Ultrakurzpuls-Lasersystemen.
1989 ging sie an die AT&T Bell Laboratories. Hier forschte sie an optischen Schaltern, Ultrakurzpuls-Lasersystemen und Halbleiter-Spektroskopie. In dieser Zeit erfand sie den SESAM-Chip.
Seit März 1993 ist sie Professorin an der ETH Zürich, zunächst auf einer ausserordentlichen, seit Ende 1997 auf einer ordentlichen Professur. Sie war die erste Physik-Professorin an der ETH Zürich.
Ihre Forschungsinteressen an der ETH Zürich sind weiterhin die Ultrakurzpulslaser, Erzeugung hoher Harmonischer, Attosekunden-Physik, ultraschnelle Spektroskopie und neue Bauelemente für Anwendungen in der optischen Datenverarbeitung und der optischen Kommunikation.
Sie hat über 500 Veröffentlichungen in wissenschaftlichen Zeitschriften mit Peer-Review sowie 11 Buchkapitel verfasst (Stand 2024). Im Jahr 2000 war sie die dritthäufigst zitierte Forscherin der vergangenen zehn Jahre im Gebiet der Optoelektronik.
Mit ihrem Mann Kurt Weingarten gründete sie 1994 in Zürich das Unternehmen Time-Bandwidth Products als Spin-off zur Kommerzialisierung neuer Entwicklungen im Gebiet der diodengepumpten Ultrakurzpulslasertechnik. Sie haben zwei gemeinsame Kinder.
2001 und 2006 hatte Ursula Keller Gastprofessuren an der Universität Lund bzw. der University of California, Berkeley inne. 
Von 2010 bis 2022 war sie Direktorin des vom Schweizerischen Nationalfonds finanzierten Forschungsprogramms NCCR MUST (Molecular Ultrafast Science and Technology). In dieser Funktion hat sie sich auch aktiv für die Frauenförderung in MINT (Mathematik, Informatik, Naturwissenschaften und Technik) Berufen eingesetzt und möchte, dass mehr Frauen mithelfen können, die Zukunft mitzubestimmen. Sie war Gründungspräsidentin des ETH Women Professors Forum, womit ein erster Schritt zur aktiven Begegnung hinderlicher Strukturen und der Verbesserung der „Corporate Governance“ unternommen wurde. Seit November 2021 macht sie anhand von ihrer Erfahrungen Vorschläge für konkrete Verbesserungen auf ihrer ETH-Webseite. Im März 2019 sprach Ursula Keller in einem Interview mit Bezug auf die Mobbing-Vorwürfe gegen die ETH-Astronomieprofessorin Marcella Carollo mit dem Online-Magazin Republik von «Führungsmängeln, Sexismus und Korruption an der ETH Zürich» und dass der Grund für die beantragte Entlassung ihrer Kollegin «nicht primär die Mobbingvorwürfe, sondern ihr Geschlecht» seien. 2022 urteilte das Bundesverwaltungsgericht, dass die Kündigung zwar wegen der jahrelangen Untätigkeit der ETH angesichts bekannter Vorwürfe gegen Carollo ungerechtfertigt gewesen sei, «jedoch weder als missbräuchlich noch als geschlechterdiskriminierend qualifiziert werden» könne. Der ETH-Rat sah «Verbesserungspotential» zur Verfahrensordnung der ETH Zürich bei Verdacht auf wissenschaftliches Fehlverhalten und machte konkrete Empfehlungen. Den Fortschritt bezüglich Gleichberechtigung hält Keller an der ETH, wie überhaupt in der ganzen Schweiz für «unzureichend».
Ursula Kellers Forschung in Kurzzeit-Laserphysik wurde mit hochrangigen Preisen ausgezeichnet und hat zahlreiche industrielle Anwendungen gefunden. Ursula Keller erhielt zum Beispiel 2018 den Europäischen Erfinderpreis. Im Jahr 2019 wurde sie vom Europäischen Patentamt als eine der führenden Expertinnen ernannt, die Vorschläge für diese Auszeichnung bewertet.
Für die Nationalratswahlen 2019 kandidierte sie auf Platz 25 der Wahlliste der FDP im Kanton Zürich.
Seit 2022 ist Keller Aufsichtsratmitglied der Jenoptik AG.

## Ehrungen, Preise und Mitgliedschaften
Ursula Keller ist Fellow der Optical Society of America (OSA), elected foreign member der Königlich Schwedischen Akademie der Wissenschaften, Mitglied der Schweizerischen Akademie der Technischen Wissenschaften und senior member des Institute of Electrical and Electronics Engineers (IEEE). Im Jahr 2008 wurde sie zum Mitglied der Leopoldina gewählt, 2021 zum Mitglied der National Academy of Sciences und 2025 zum Auswärtigen Mitglied der Royal Society.
- 1998: Carl-Zeiss-Forschungspreis
- 2004: Berthold Leibinger Innovationspreis
- 2005: Philip Morris Forschungspreis
- 2010: Ehrenmedaille der Leibniz Universität Hannover[21]
- 2011: EPS-QEOD Quantum Electronics and Optics Prize[22]
- 2013: Arthur L. Schawlow Award
- 2014: IEEE Fellow[23]
- 2015: Charles Hard Townes Award
- 2018: IEEE Photonics Award[24]
- 2018: Europäischer Erfinderpreis[15]
- 2019: IEEE Edison Medal
- 2020: SPIE Gold Medal[25]
- 2020: Frederic Ives Medal
- 2021: International member of the National Academy of Sciences, USA[26]
- 2022: Schweizer Wissenschaftspreis Marcel Benoist[27]
- 2025: Julius-Springer-Preis für angewandte Physik

## Schriften
- Ursula Keller: 2.1 Ultrafast solid-state lasers. In: Horst Weber, Hans Joachim Eichler, Reinhart Poprawe (Hrsg.): Laser Systems, Part 1 (= Landolt-Börnstein – Numerical Data and Functional Relationships in Science and Technology). Band 11. Springer Berlin Heidelberg, Berlin, Heidelberg 2007, ISBN 978-3-540-26033-2, S. 33–167, doi:10.1007/978-3-540-44821-1_2.
- Ursula Keller: Ultrafast Lasers: A Comprehensive Introduction to Fundamental Principles with Practical Applications (= Graduate Texts in Physics). Springer International Publishing, Cham 2021, ISBN 978-3-03082532-4, doi:10.1007/978-3-030-82532-4.

## Belege
1. ↑  Interview with Dr. Ursula Keller (Memento vom 6. September 2008 im Internet Archive) (englisch), August 2001.
2. ↑  Die Tragik der ersten Physik-Professorin. In: Limmattaler Zeitung. 23. Juli 2022, abgerufen am 5. August 2022.
3. 1 2  „Laserlicht mit Taktgefühl“ innovate 1/07, S. 37.
4. ↑  Die ersten Professorinnen an der ETH Zürich. In: ethz.ch. Abgerufen am 26. März 2024.
5. ↑  Sylvie Logean: Ursula Keller a vu la lumière au bout du laser. In: letemps.ch. 25. April 2018, abgerufen am 27. November 2024 (französisch).
6. ↑  Publications & Awards. In: ulp.ethz.ch. Abgerufen am 26. November 2024 (englisch).
7. ↑  Company Background auf Website von Time-Bandwidth products abgerufen: 6. September 2008 (engl.).
8. ↑  NCCR MUST :: NCCR MUST :: About NCCR MUST. In: nccr-must.ch. Abgerufen am 26. November 2024 (englisch).
9. ↑  Equal Opportunities :: NCCR MUST :: Equal Opportunities and gender equality. In: nccr-must.ch. Abgerufen am 26. November 2024 (englisch).
10. ↑  Executive Board. In: eth-wpf.ch. Abgerufen am 26. November 2024 (amerikanisches Englisch).
11. ↑  News. In: ulp.ethz.ch. 27. August 2024, abgerufen am 26. November 2024 (englisch).
12. ↑  Urteil vom 6. April 2022, S. 97. In: bvgr.ch. Bundesverwaltungsgericht Schweiz, 6. April 2022, abgerufen am 26. Oktober 2024.
13. ↑  Externes Gutachten zur Verfahrensordnung der ETH Zürich (Durchführung von sogenannten «Vorprüfungsverfahren»). In: ethrat.ch. Abgerufen am 27. November 2024.
14. ↑  Neue Zürcher Zeitung vom 13. September 2022, S. 16: «Ich bin sicher die einzige Preisträgerin mit einer Ermahnung der ETH», Interview von Alisha Föry.
15. 1 2  Ursula Keller erhält den Europäischen Erfinderpreis. In: nzz.ch. 7. Juni 2018, abgerufen am 27. November 2024.
16. ↑  European Inventor Award: jury members. In: epo.org. Abgerufen am 21. Januar 2019 (englisch).
17. ↑  Wahlvorschlag des erweiterten Parteivorstandes zu Handen der Delegiertenversammlung vom 2. April 2019. (PDF) In: fdp-zh.ch. FDP Zürich, abgerufen am 25. April 2019.
18. ↑  Ursula Keller. Abgerufen am 29. April 2025 (deutsch).
19. ↑  Mitgliedseintrag von Prof. Dr. Ursula Keller (mit Bild) bei der Deutschen Akademie der Naturforscher Leopoldina, abgerufen am 15. Juli 2016.
20. ↑  2021 NAS Election. National Academy of Sciences, 26. April 2021, abgerufen am 27. April 2021 (englisch).
21. ↑  Verleihung der Ehrenmedaille, in: Informationsdienst Wissenschaft vom 2. Juni 2010, abgerufen am 3. Juni 2010.
22. ↑  EPS-QEOD Quantum Electronics and Optics Prize – EPS Quantum Electronics and Optics Division (QEOD). In: qeod.epsdivisions.org. Abgerufen am 26. November 2024 (englisch).
23. ↑  IEEE Fellows Directory, abgerufen am 16. März 2018.
24. ↑  IEEE Photonics Award. In: IEEE Awards. Abgerufen am 26. November 2024 (amerikanisches Englisch).
25. ↑  Ursula Keller: The 2020 SPIE Gold Medal. In: spie.org. 13. November 2019, abgerufen am 27. April 2021 (englisch).
26. ↑  Nenad Ban, Ursula Keller and Viola Vogel new members of the National Academy of Sciences. In: ethz.ch. 27. April 2021, abgerufen am 26. November 2024 (englisch).
27. ↑  Schweizer Wissenschaftspreise Marcel Benoist und Latsis gehen an Pionierin der Laser-Physik und an innovative Rechtswissenschaftlerin und Medizinerin. In: .admin.ch. Abgerufen am 24. April 2025.

| Personendaten    | Personendaten             |
| ---------------- | ------------------------- |
| NAME             | Keller, Ursula            |
| KURZBESCHREIBUNG | Schweizer Laserphysikerin |
| GEBURTSDATUM     | 21. Juni 1959             |
| GEBURTSORT       | Zug, Schweiz              |